# Djurhamnssvärdet

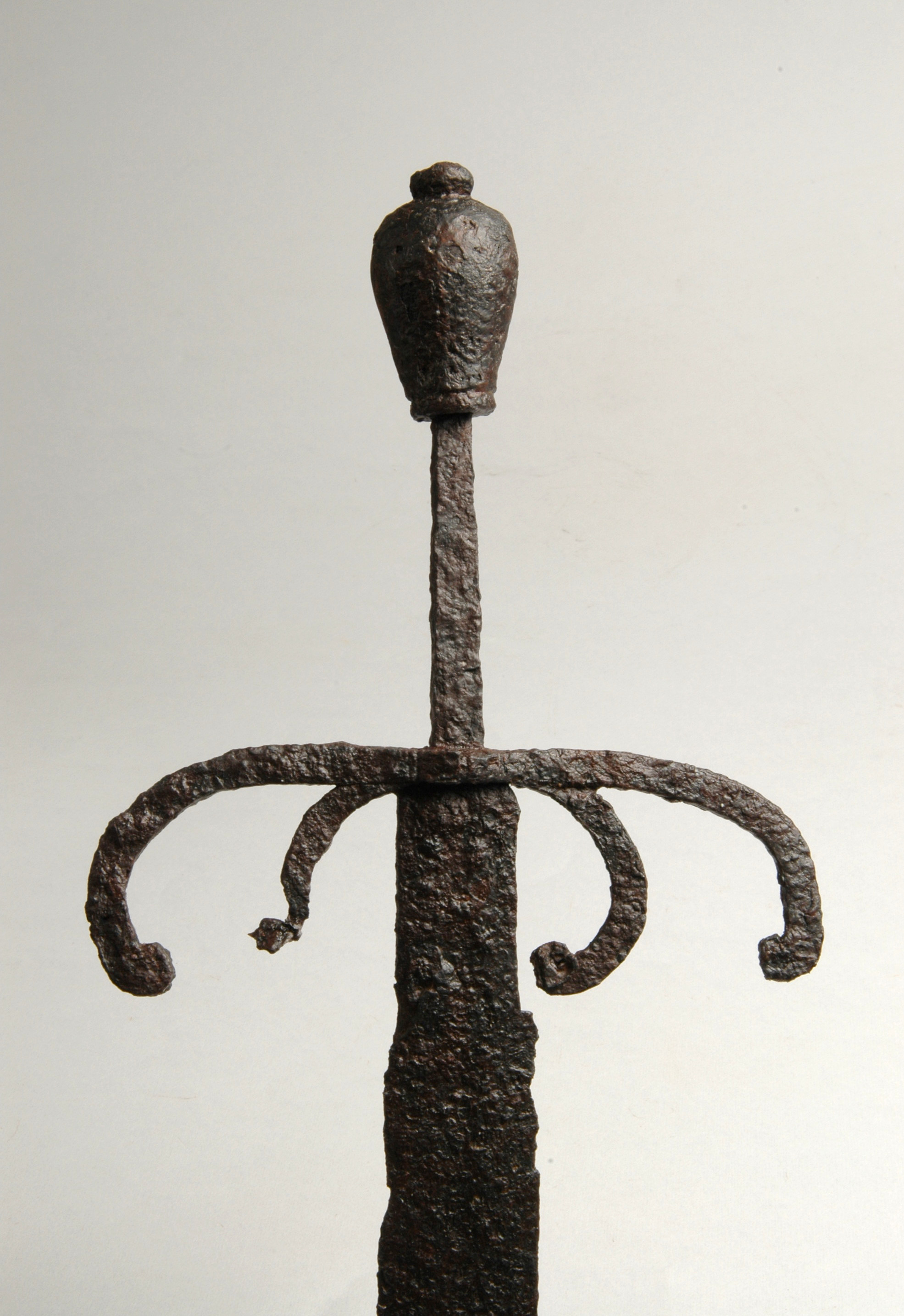
Djurhamnssvärdet.

Djurhamnssvärdet är ett svärd från cirka 1550–1570, som grävdes fram 2007 i det som idag är västra delen av Eriksbergsskogen på Djurö i Värmdö kommun. Det förvaras på Statens historiska museum i Stockholm.
Fyndplatsen ligger i ett uppgrundat område i den inre delen av den medeltida naturhamnen Djurhamn på sydöstra Djurö. Lagunen utanför användes då som hamn för handelsfartyg som väntade på förliga vindar för att segla ut på Östersjön, och – efter skapandet av den nationella svenska flottan under Gustav Vasa på 1500-talet – som uthamn för örlogsflottan fram till ungefär 1640. Landhöjningen i Stockholms skärgård på ungefär en halv meter per århundrade, ledde till att den innersta delen av naturhamnen grundades upp och blev till fast mark i det som idag är en del av det kommunala reservatet Hamnskogen-Eriksbergs naturreservat.
Djurhamnssvärdet, som är av järn, upptäcktes med hjälp av metallsökare av arkeologen Martin Rundkvist på Stockholms läns museum vid undersökningar sommaren 2007 för föreningen Djurö konst och kulturs räkning, som ett led i föreningens projekt Vasakungarnas Djurhamn. Det låg i marken vid södra ändan av ett 20 meter långt bryggfundament av stora stenblock, vilket antas ha varit del av en medeltida kajanläggning. Svärdet anses vara ett befälssvärd och är daterat till omkring 1550–1570. Det har fyra hack i klingan, vilket tyder på att det har använts i strid.
Det tveeggade svärdet är 9,26 decimeter långt, med en klinga som är 7,71 decimeter lång och som mest 4,0 centimeter bred. Det är som bredast över parerstången 1,84 decimeter.